# 曾我泰久
曾我 泰久（そが やすひさ、1963年1月7日 - ）は、日本のシンガーソングライター、ミュージカル俳優。男性アイドルグループ・リトル・ギャングのメンバー、THE GOOD-BYEのリーダー。旧芸名表記は簡略字の曽我泰久、愛称はヤッチン。血液型A型。ジャニーズ事務所時代は多くのグループに参加した。
東京都北区赤羽出身。北区立赤羽台東小学校、堀越中学校、堀越高等学校を卒業。高校の同級生には川崎麻世がいる。

## 来歴
- 1974年、音楽バラエティ番組『プラチナゴールデンショー』の中で、“君もジャニーズジュニアになろう”という募集を見た姉が応募。オーディションに合格し、小学5年生（11歳）の時にジャニーズ事務所に所属。
- 1974年、「リトル・リーブス」結成。
- 1975年、松原秀樹とのコンビで「リトル・ギャング」結成。RCAビクターより「アイ・ラブ・ユー」でレコードデビュー。
- 1976年、「ギャングス」結成。
- 1978年 - 1979年、「ジャPAニーズ」に時々サポート参加。
- 1979年、「ピラミッド」結成。（川崎麻世のバックコーラスダンスグループ）
- 1980年、6人編成のバンド、「ANKH（アンク）」結成。フォーライフよりデビュー。
- 1982年、「村田勝美&ハイクエッチョンズ」に参加。（田原俊彦の専属バックバンド）
- 1983年、野村義男らと「THE GOOD-BYE」を結成し、ビクターより「気まぐれONE WAY BOY」でデビュー。第25回日本レコード大賞最優秀新人賞を受賞。
- 1990年、THE GOOD-BYEの活動を休止し、ジャニーズ事務所からも独立。インディーズレーベルを立ち上げソロ活動を開始する一方、数多くのミュージカルにも次々と出演。また、舞台を拠点に活躍するミュージシャン集団「アクターズ・ミュージック・ドット・コム」も主宰している。
- 2011年、大人の音楽専門TV◆ミュージック・エア（現：ミュージック・エア）において「リアル・ミュージック・スタジオ『Music Life』」（第7回から「音楽探求番組『Music Life』」にタイトル変更）のパーソナリティーを務めた。
- 2015年、A.B.C-Zの舞台「ABC座 2015」に音楽担当と出演。ジャニーズ事務所と関わるのは独立以来初めて。

## ジャニーズ時代の参加ユニット
- リトル・リーブス
- リトル・ギャング
- ギャングス
- ジャPAニーズ
- ピラミッド
- ANKH
- 村田勝美&ハイクエッチョンズ
- THE GOOD-BYE

## その他の参加ユニット
- THE APOLLO BOYZ
元は、2006年に公演したミュージカル「アポロ・ボーイズ」でのストーリー上のバンド。この公演をきっかけに活動を開始した。メンバーは池田聡、草野とおる、首藤健祐、みのすけ。
- ON&OFF　（野村義男とのアコーステック・ユニット）
2006年結成。野村義男とふたりで、THE GOOD-BYEの楽曲のうち作詞作曲が2人の名義になっている曲と、曾我泰久のソロ曲のうち作詞を野村義男が行っている曲を中心にアコーステックで演奏している。
- The Paisleys
2009年結成。メンバーはALWAYSの風祭東、THE HIGH-LOWSの大島賢治。当初はサイケデリックバンドを目指していたが、その後、パワーポップバンドに路線変更している。

## 主な出演作品

### テレビドラマ
- 3年B組金八先生 第7話（1979年12月7日、TBS） - 楓中学校の不良・土屋 役
- 俺んちものがたり!（1980年、TBS） - 弘 役
- ぼくらの時代（1981年、TBS） - 新一 役
- 茜さんのお弁当（1981年、TBS） - 平井俊 役
- セーラー服通り（1986年、TBS） - 羽鳥遼二のバンド仲間 役

### バラエティ番組
- リアル・ミュージック・スタジオ『Music Life』→音楽探求番組『Music Life』（2011年1月13日 - 4月28日） - 「大人の音楽専門TV◆ミュージック・エア」内の番組。毎回ゲストを迎えて、音楽とトークを繰り広げる番組でパーソナリティーを務めた。第7回より番組タイトル変更[2]。

### 映画
- 嵐を呼ぶ男（1983年、東宝映画） - 朗 役
- くまちゃん（1993年） - 小田切卓 役

### 舞台・ミュージカル
- ライブ・ミュージカル「少年たち〜フォーリーブス・不朽の名作〜」（1975年4月 - 5月）
- ラ・ボエーム'85「原宿物語」（1985年、中野サンプラザ）
- ハウス食品スペシャル「ブロードウェイミュージカル・楽園伝説」
- オズの魔法使い（1994年8月、新宿コマ劇場） - ブリキマン、ヒッコリー （二役）
- MaMaと呼ばないで!（1998年4月、新宿シアターサンモール） - 中山ゴロー 役
- オールディーズミュージカル「リトル・ダーリン」（1998年）
- エンターテイメントミュージカルショー「UP☆RUSH2000」（2000年）
- アパートの鍵貸します
- プレイバックpart2 屋上の天使（2005年）
- いかれた主婦
- I LOVE JOKERS
- 東京ハートブレイカーズ公演「アポロ・ボーイズ -THE APOLLO BOYZ-」（2006年）
- 歌謡シアター「ラムネ〜夢の途中編〜」（2008年）
- アポロボーイズ「Bye Bye SUPERSTAR」（2009年）
- ユーリンタウン（2009年）
- SAMURAI挽歌2012〜房州幕末編〜（2012年）
- 水木英昭プロデュース&曾我泰久 眠れぬ夜のLove ストーリーズvol.1（2013年）
- 丸福ボンバーズ 第3回公演「フナバシTOYS」（2013年）
- ABC座 2015 （2015年）
- 陣内の門 〜1st ACT〜（2018年）

### その他
- 2011年、ファンキー末吉プロデュースの爆風スランプトリビュートアルバム『We Love Bakufu Slump』（2011年12月25日発売）に参加。「月光」のc/w曲「それから」を歌った。コーラスにはTHE GOOD-BYEのメンバー加賀八郎、衛藤浩一が友情出演という形で参加した。

## ディスコグラフィ

### 「曾我泰久」名義作品
シングル
- 1995年1月、「Virgin Snow」
- 1997年5月22日、「一期一会／Over the Blue」

マキシシングル
- 2005年、「music life 42 1/3RPM」
- 2006年8月13日、「music life 43 1/2RPM」
- 2008年1月7日、「music life 45RPM」

アルバム
- 1990年4月1日、「yasuhisa soga vol.1」
- 1992年4月25日、「SOGA」
- 1998年7月21日、「Super Rare Trax vol.1」
- 1998年11月25日、「Super Rare Trax vol.2」
- 1999年4月1日、「Super Rare Trax vol.3 Live Version」
- 2000年2月1日、「Super Rare Trax Vol.4 HIMAWARI」
- 2002年5月、「Super Rare Trax Vol.5　ナンバーファイブ」
- 2003年7月13日、「Super Rare Trax vol.6」
- 2004年5月1日、「Super Rare Trax vol.7」
- 2009年7月24日、「Super Rare Trax vol.8」
- 2010年10月6日、「君の歌 -Yasuhisa Soga vol.2-」
- 2011年12月3日、「VOICE」（アカペラアルバム）
- 2013年3月27日、「The Swinging In The Rain」（JAZZアルバム）
- 2014年8月、「Super Rare Trax vol.9」
- 2016年7月17日、「SONG（S） COLLECTION 1990-2016」（ベストアルバム）
- 2020年1月5日、「SONG（S） COLLECTION  Vol.2  1990-2020」（ベストアルバム）

DVD
- 2004年、Recital Tour Song Collection 2004
- 2009年、LIVE TOUR「Stand Alone」
- 2010年、20th Anniversary
- 2013年、曾我泰久ライブツアー2013 LIVE!LIVE!LIVE!

### 「アポロ・ボーイズ」名義作品
シングル
- 2008年5月31日、「おんなじこころで/LOVE or PEACE」

アルバム
- 2006年10月29日、「THE APOLLO BOYZ」
- 2007年7月、「THE APOLLO BOYZ1号」
- 2008年2月、「THE APOLLO BOYZ2号」
- 2008年6月、「THE APOLLO BOYZ3号LOVE or PEACE」

DVD
- 2007年12月、「40日間アポロの旅」

### 「ON&OFF」名義作品
CD
- 2010年10月22日、「Hello to Good-bye」
- 2016年9月3日、「Hello to Good-bye 2」

DVD
- 2007年2月14日、「ON STAGE & OFF SHOT - ON&OFF TOUR 2006〜2007」
- 2011年2月1日、「ON&OFF LIVE TOUR 2010 FINAL」
- 2017年2月5日「ON&OFF LIVE TOUR 2016 @ PREMIERE HALL YOKOHAMA」（DVD2枚組）

### 「The Paisleys」名義作品
CD
- 2010年3月14日、「SLEEPERS／愛はひらめきの中に」

アルバム
- 2015年1月、「Jelly Beats」

### その他の参加作品
DVD
- 2013年、「水木英昭プロデュース&曾我泰久 眠れぬ夜のLove ストーリーズvol.1」